# Feleség
A feleség a férj házastársa a házasságban, vagyis az a nő, aki egy férfival érvényes házasságra lépett. A 2007. évi CLXXXIV. törvény a bejegyzett élettársi kapcsolatról feleségnek nevezi azt a nagykorú nőt is, aki egy szintén nagykorú férfival vagy nővel érvényes élettársi kapcsolatra lépett. Ennek az érvényes élettársi kapcsolatnak a kitételeit a törvény szövege tartalmazza. A törvény életbelépése előtt a Kereszténydemokrata Néppárt az Alkotmánybírósághoz fordult a törvény felülvizsgálatára vonatkozó kérelmével. Az Alkotmánybíróság 2008. december 15-én a törvényt megsemmisítette, azonban egy új, az Alkotmánybíróság által jobban elfogadható törvény kidolgozása folyamatban van.